# Buczne
Buczne (biał. Бучныя, Bucznyja; ros. Бучные, Bucznyje) – wieś na Białorusi, w obwodzie mińskim, w rejonie nieświeskim, w sielsowiecie Siejłowicze.

## Historia
W dwudziestoleciu międzywojennym zaścianek leżący w Polsce, w województwie nowogródzkim, w powiecie nieświeskim, do 1 października 1927 w gminie Lisuny, następnie w gminie Howiezna. W 1921 miejscowość liczyła 79 mieszkańców, zamieszkałych w 15 budynkach, wyłącznie Polaków. 74 mieszkańców było wyznania rzymskokatolickiego i 5 prawosławnego.
Wieś położona była wówczas w pobliżu granicy ze Związkiem Sowieckim. Przy wsi, na granicy z Buzunami, znajdowała się strażnica Korpusu Ochrony Pogranicza „Buzuny” (obecnie na jej terenie mieści się przedsiębiorstwo hodowli zwierząt).
Po II wojnie światowej w granicach Związku Sowieckiego. Od 1991 w niepodległej Białorusi.